# 江奎
江奎（1519年—？），字國祥，號锦川，遼東廣寧中屯衛官籍，應天府句容縣人，明朝政治人物。

## 生平
嘉靖十九年（1540年）庚子科順天府鄉試第四十六名舉人。嘉靖三十二年（1553年）中式癸丑科三甲第一百七十九名進士。工部观政，授陕西醴泉知县，起复补山西榆次县，升巩昌府同知。

## 家族
曾祖江通；祖父江鍾；父江澄，母唐氏。兄江平栢（生员）、弟江壁、江室（武学生）。